# Traité de fusion des exécutifs communautaires
Pour les articles homonymes, voir Traité de Bruxelles.

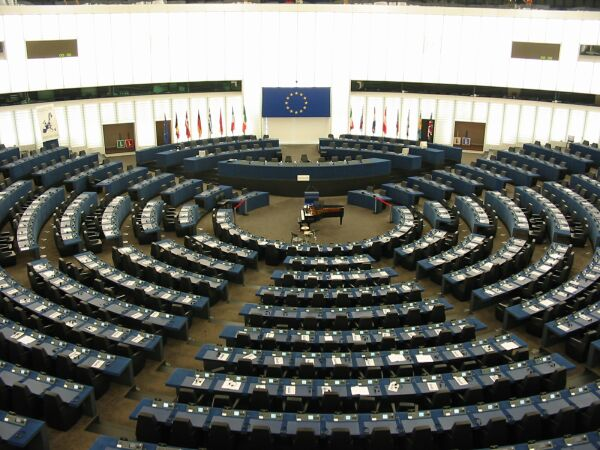
L'intérieur du Parlement Européen à Strasbourg.

Le traité de fusion des exécutifs des trois Communautés, officiellement Traité instituant un Conseil unique et une Commission unique des Communautés européennes, aussi nommé informellement traité de Bruxelles (de 1965), fut signé le 8 avril 1965 à Bruxelles par les six pays fondateurs de la Communauté économique européenne (CEE). Il est entré en vigueur le 1er juillet 1967.   
Ce traité fusionne les structures exécutives des trois communautés européennes alors existantes :  
- la Communauté européenne du charbon et de l'acier (CECA) mise en place par le Traité de Paris signé en 1951,
- la Communauté économique européenne (CEE) mise en place par le Traité de Rome signé en 1957 et
- la Communauté européenne de l'énergie atomique (CEEA) mise en place par le Traité Euratom également signé en 1957.

C'est à cette occasion qu'apparaît le terme de Communautés européennes au pluriel. Chacune des trois organisations conserve une existence juridique propre, bien qu'exercée par des institutions communes.

## Entités communes préexistantes
Ces trois communautés partageaient déjà deux institutions : une cour de justice (la CJCE devenue CJUE) et une assemblée parlementaire, le Parlement européen (dénommé Assemblée parlementaire européenne avant 1962).

## Institutions fusionnées
Le traité porte à quatre le nombre de ces institutions européennes communes (depuis le TUE signé à Maastricht en 1992, il y en a officiellement sept) en fusionnant les structures exécutives de la CECA et de l'Euratom (CEEA) dans celles de la CEE pour créer deux institutions uniques partageant dès lors un même budget et siégeant à Bruxelles.

### Commissions et Haute Autorité
Les institutions à caractère supranational ont chacune fusionné :
- la Haute Autorité de la CECA,
- la Commission de l'Euratom (CEEA)
- la Commission de la Communauté économique européenne.

Toutes trois, elles forment la Commission des Communautés européennes (devenue Commission européenne).

### Conseil des ministres
Les conseils des ministres sont fusionnés, c'est-à-dire :
- le Conseil de la Communauté économique européenne,
- le Conseil spécial de ministres de la Communauté européenne du charbon et de l'acier,
- et le Conseil de la Communauté européenne de l'énergie atomique.

Ensemble, ils sont fusionnés pour devenir le Conseil des Communautés européennes (devenu Conseil de l'Union européenne).

## Sources